# لوفي سيمون
لوفي سيمون أوبونج (بالإنجليزية: Lovie Simone Oppong)‏، من مواليد 29 نوفمبر 1998 في نيويورك، هي ممثلة أمريكية. اشتهرت بدور زورا جرينليف في المسلسل الدرامي ورقة خضراء (2016–2020).

## روابط خارجية
- لوفي سيمون على موقع IMDb (الإنجليزية)
- لوفي سيمون على موقع ميتاكريتيك (الإنجليزية)
- لوفي سيمون على موقع روتن توميتوز (الإنجليزية)
- لوفي سيمون على موقع قاعدة بيانات الأفلام العربية
- لوفي سيمون على موقع ألو سيني (الفرنسية)
- لوفي سيمون على موقع تيرنر كلاسيك موفيز (الإنجليزية)
- لوفي سيمون على موقع أول موفي (الإنجليزية)
- لوفي سيمون على موقع قاعدة بيانات الفيلم (الإنجليزية)
- لوفي سيمون على موقع ليتربوكسد (الإنجليزية)
- لوفي سيمون على موقع كينوبويسك (الروسية)